# パプア半島
パプア半島（パプアはんとう、英: Papuan Peninsula）とは、ニューギニア島の東部に存在する半島である。
半島の南側にはパプア湾があり、その沿岸にパプアニューギニアの首都であるポートモレスビーが存在する。半島をオーエンスタンレー山脈が走っており、太平洋戦争中に行われたポートモレスビー作戦では、日米両軍の戦地となった。